# Francis Couper
Francis Couper detto in latino anche Cuperus (Amsterdam, 1629 – Rotterdam, 21 novembre 1691) è stato uno scrittore e stampatore olandese che aderì all'eresia sociniana.

## Biografia
Ministro della Chiesa dei Rimostranti a Vlaardingen, abbandonò tale fede perché non condivideva la pratica del Battesimo dei bambini. Dal 1663 al 1673 gestì una casa editrice ad Amsterdam e Rotterdam che produceva opere a carattere sociniano, tra la Biblioteca fratrum Polonorum (edita dal 1665 al 1668, più un supplemento nel 1692).
Nel 1676 pubblicò un trattato di critica storica delle Sacre Scritture che confutava quello di Spinoza del 1670. 
Couper ebbe un ruolo centrale all'interno dei Collegianti che mediarono l'ingresso di ideee sociniane nella comunità dei Mennoniti (di cui i Collegianti erano l'ala liberale). Couper era uno dei sociniani olandesi di nascita  che erano più attivi insieme a Jan Pietersz Beelthouwer (c.1603–1665), Lancelot van Brederode (c.1583–1668), Johannes Becius (1626–1690), David Willemszoon Redoch (c.1633– 1680), Jan Cornelisz Knol (morto nel 1672), Adriaan Swartepaard (1641–1691) e Foecke Floris (morto nel 1703).
Fra il 1660 e il 1664 sorse fra i Menonniti una disputa circa le simpatie sociniane di Galenus Abrahamsz de Haan. La comunità si divise in Zonisti (più conservatori, si proclamavano gli eredi di Menno Simons) e Lamisti (più liberali e influenzati dai Collegianti e da Sebastian Franck).
La frattura si ricompose nel 1811 con la nascita della Algemeene Doopsgezinde Sociëteit (Conferenza Generale Mennonita) cui aderirono quasi tutte le comunità dei Paesi Bassi.  Il socinianesimo riemerse brevemente negli anni Quaranta del Settecento quando il ministro mennonita Johannes Stinstra (1708–1790) fu sospeso dal 1742 al 1757 per aver sostenuto la tolleranza delle tesi sociniane.

## Opere
- CUPERUS, Franciscus, Arcana atheismi revelata, examine Tractatus Theologico-Politici. Rotterdam.[7] Gran parte di quest'opera è dedicata a confutare il quarto capitolo del Tractatus theologico-politicus del 1670[8]
- Danielis Breenii (Daniël van Breen) opera theologica, F. Cuperus 1666
- Johann Wolfgang Jäger – Franciscus Cuperus mala fide aut ad minimum frigide atheismum Spinozae oppugnans 1710, pubblicata postuma.